# Вулканы Камчатки (природный парк)
Природный парк «Вулканы Камчатки» — сеть природных парков на Камчатке, самая большая по размеру в Камчатском крае (2,475 млн га). Включает 5 природных парка и заказник.
Парк содержит большое количество природных достопримечательностей, представляющих интерес для многих видов туризма от экологического до экстремального. На охраняемых территориях, внесённых в список Всемирного природного наследия ЮНЕСКО в номинации «Вулканы Камчатки», находятся действующие (и потухшие) вулканы.

## Кластеры
Территория парка состоит из пяти «кластеров»:
- природный парк «Налычево» — на территории Налычевской долины располагается большое количество выходов минеральных и термальных источников, парк обрамлён действующими вулканами Авачинским, Корякским, Жупановским и Дзензуром;
- природный парк «Южно-Камчатский» — один из наиболее посещаемых памятников природы на Камчатке. Характеризуется разнообразием рельефа — от тихоокеанского побережья с пляжами до ледников на склонах вулканов (действующие вулканы: Ксудач, Ходутка, Мутновский). По территории парка текут реки Асача, Ходутка[какая?], Вестник, Жёлтая, Ильинская, изливаются горячие источники: Желтовские, Асачинские, Жировские, Дачные, Вилючинские, Мутновские, Ходуткинские;
- природный парк «Быстринский» — содержит около сотни вулканов, в том числе действующий Ичинский, в нём сохраняется традиционный уклад жизни народов Севера эвенов, коряков и ительменов;
- природный парк «Ключевской» — характеризуется активным вулканизмом (13 вулканов, в том числе Ключевской, Камень и Безымянный), соседствующим с ледниками (47 ледников, в том числе крупнейшие на Камчатке ледник Богдановича и ледник Эрмана) на относительно небольшой территории в 371 022 га;
- природный парк «Вилючинский» — самый молодой и включен в сеть природных парков в 2022 году. Жемчужина парка — Вилючинская сопка, привлекает своей близостью (1,5-2 часа на автомобиле от города), живописным одноименными перевалом, водопадом и источниками.
- лососевый заказник «Река Коль».

## История
Парк был образован в 2009 году на основе отдельных парков «Налычево», «Быстринский», «Южно-Камчатский» и «Ключевской» для коррекции ошибок, допущенных в ходе создания в 1995 году исходных парков с применением только что принятого закона об ООПТ. В частности, новый парк содержит только земли государственного лесного фонда и «иные» и не потребовал изъятия земельных участков у существующих пользователей и владельцев (границы исходных парков включали крупные золотоносные месторождения: Асачинское, Мутновское, Родниковое, Агинское).
С августа 2015 года к парку присоединён лососевый заказник «Река Коль».
С 2022 года включен природный парк «Вилючинский».